# Стечковская, Юстина
Юстина Мария Стечковская (пол. Justyna Maria Steczkowska, род. 2 августа 1972 в Жешуве) — польская певица, скрипачка, актриса и музыкант. Обладательница почти четырехоктавого диапазона. 
Дебютировала в телепрограмме «Шанс на успех» (пол. Szansa na sukces), в 1994 году получила Гран-при на Всепольском фестивале в Ополе, в 1995 — на фестивале Балтийских стран в Карлсхамн.

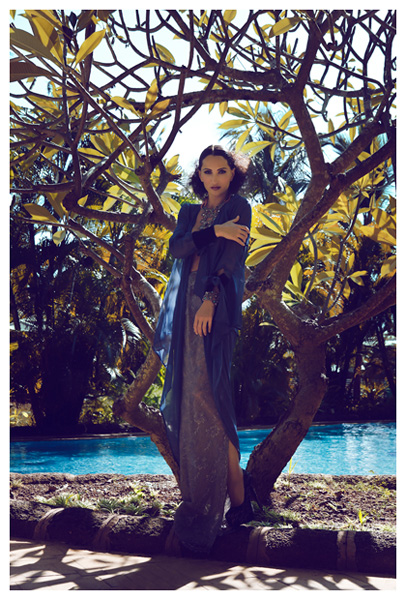
Юстина Стечковская

Выпустила первый диск «Девушка шамана», ставший вскоре платиновым. Получила призы «Фредерик-96» в пяти категориях (вокал, альбом, песня, дебют записи, клип) и «Виктор-96» (певица и артистка эстрады). Записала также альбомы «Нагая» (1997, платиновый), «День и ночь» (2000), «Говори мне еще» (2001), «Алхимия» (2002), «Моя интимность» (2003), «Femme Fatale» («Роковая женщина», 2004), «Дай мне минуту» (2007, золотой), «Пуховые колыбельные» (2008).
В 1999 году исполнила главную роль в фильме «На краю света» (Na koniec świata), где играла в паре с российским актером Александром Домогаровым, с которым потом спела дуэтом знаменитое танго «Могут ли лгать эти глаза».
С успехом выступала в телешоу «Танцы со звездами», «Семья как по нотам», «Шлягерная ночь» и др.
Дважды была выбрана представительницей Польши на Евровидении: в 1995 году в Дублине она заняла 18 место с песней «Sama», в 2025 году спустя 30 лет в Базеле с песней «GAJA», заняла 14 место.

## Дискография
| Год  | Альбом                                  | Продажи           | Продажи          |
| Год  | Альбом                                  | Достижения        | Продажи в Польше |
| ---- | --------------------------------------- | ----------------- | ---------------- |
| 1996 | Dziewczyna szamana [Девушка шамана]     | Трижды Платиновый | 350.000+         |
| 1997 | Naga [Нагая]                            | Платиновый        | 150,000+         |
| 1999 | Na koniec świata [К концу света]        | -                 | 15,000+          |
| 2000 | Dzień i noc [День и ночь]               | -                 | 70,000+          |
| 2001 | Mów do mnie jeszcze [Поговори со мной]  | -                 | 30,000+          |
| 2002 | Alkimja [Алхимия]                       | Золотой           | 35,000+          |
| 2003 | Moja intymność [Мое личное]             | -                 | 10,000+          |
| 2004 | Femme Fatale                            | -                 | 10,000+          |
| 2007 | Daj mi chwilę [Дай мне миг]             | Платиновый        | 35,000+          |
| 2008 | Puchowe kołysanki [Пуховые колыбельные] | Золотой           | 15,000+          |
| 2009 | To mój czas [Это мое время]             | -                 | 13,000+          |
| 2011 | Mezalianse                              |                   |                  |
| 2012 | XV                                      |                   |                  |

## Синглы
- Moja intymność — 1994
- Sama — 1995
- Dziewczyna szamana — 1996
- Oko za oko — 1996 — награда — Песня года
- Grawitacja — 1996
- Nie kochani — 1996
- Tatuuj mnie — 1996
- Za dużo wiesz — 1997
- Za karę — 1998
- Kici kici maj — 1998
- Kryminalna miłość — 1998
- Na koniec świata — 1999
- Kosmiczna rewolucja — 2000
- Podróżując — 2000
- Świat jest niewierny — 2000
- To koniec — 2000
- Mów do mnie jeszcze — 2001
- Mówisz do mnie moja — 2001
- Co to jest miłość — 2001
- Śpiewaj Yidl Mitn Fidl — 2002
- Świt świt — 2002
- Wszyscy braćmi być powinni — 2002
- Zadzwoń do mnie — 2004
- Tłum — 2005
- Sex appeal — 2005
- Samotni — 2005
- Świąteczna piosenka o miłości — 2006
- To nie jest miłość (to złudzenie) — 2007
- Tu i tu — 2007
- Wracam do domu — 2007
- To mój czas — 2009